# Eugenio Garza Lagüera
Eugenio Garza Lagüera (Monterrey, Nuevo León; 18 de diciembre de 1923-24 de mayo de 2008) fue un empresario y filántropo mexicano que perteneció a la familia regiomontana Garza Sada; cuya fortuna proviene de empresas fundadas por su abuelo, entre ellas Cervecería Cuauhtémoc Moctezuma. El corporativo de dichas empresas es FEMSA. Adicionalmente, fue presidente vitalicio del Instituto Tecnológico y de Estudios Superiores de Monterrey (Tec de Monterrey), institución universitaria creada por su padre Eugenio Garza Sada.

## Orígenes
Garza Lagüera fue hijo mayor del empresario y filántropo mexicano Eugenio Garza Sada. Eugenio Garza Lagüera nació el 18 de diciembre de 1923 en Monterrey, Nuevo León;  cursó la carrera de Ingeniería Química Industrial en el Tecnológico de Monterrey. Posteriormente, estudió en los Estados Unidos en escuelas técnicas de Misurí y Texas. Garza Lagüera se casó el 2 de mayo de 1957 con Eva Gonda Rivera, con quien tuvo cinco hijas: Eva Marìa, Bárbara, Daniela (fallecida en 1978), Mariana y Paulina.
Su tercera hija, Daniela Garza Lagüera Gonda, falleció el 6 de febrero de 1978 a causa de complicaciones físicas debidas a un accidente de tráfico.

## Vida empresarial
En 1947, empezó a trabajar en la empresa Técnica Industrial, dirigida por su padre Eugenio Garza Sada y su tío Roberto Garza Sada. Ahí comenzó, como laboratorista y dieciséis años después llegó a encabezar el negocio. Garza Lagüera fue nombrado consejero del Grupo VISA en 1969 y presidente del consejo de administración en 1982. 
Durante su trayectoria empresarial vivió una de las peores devaluaciones ocurridas en México, como lo fue la de 1982. Asimismo enfrentó la estatización de la banca mexicana, que prácticamente partió a la mitad al Grupo Financiero Serfín del que era importante accionista. Posteriormente, con la reprivatización de la banca en 1991, adquirió Bancomer.
El 20 de febrero de 2008, el Woodrow Wilson Center le otorgó el Premio Responsabilidad Social Empresarial.

## Actividades filantrópicas
Adicional a sus actividades industriales y financieras, Garza Lagüera fue promotor de la educación privada, convirtiendo al Instituto Tecnológico y de Estudios Superiores de Monterrey (ITESM) en un sistema educativo nacional y multicampus; durante su gestión la institución creció de un solo campus con 13 819 estudiantes  a treinta y dos campus con más de 95 000 alumnos. En octubre de 1973 fue designado presidente de la asociación civil Enseñanza y Educación Superior.
Como parte de su actividad filantrópica, en 1985 fundó la Fundación Mexicana para la Salud, junto con otros empresarios mexicanos.
Garza Lagüera falleció de causas naturales el 24 de mayo de 2008 a las 20:15 horas en su ciudad natal. A sus funerales asistieron industriales, empresarios y políticos, entre ellos el secretario de Gobernación Juan Camilo Mouriño, el secretario de Economía Eduardo Sojo, el exsecretario de Educación Pública Reyes Tamez Guerra, el exgobernador de Zacatecas Genaro Borrego Estrada, la primera dama Margarita Zavala y el presidente Felipe Calderón Hinojosa, quien expresó que

Garza Lagüera y su generación hicieron posible una buena parte de la modernización económica de un sector importante de México y que esperaba que el ejemplo de trabajo y dedicación de alguien como él pudiera ser replicado por muchos empresarios en México.